# جانلوکا لاپادولا
جانلوکا لاپادولا (ایتالیایی: Gianluca Lapadula؛ زادهٔ ۷ فوریهٔ ۱۹۹۰) مهاجم فوتبال است که برای باشگاه کالیاری بازی می‌کند. لاپادولا از پدری ایتالیایی و مادری پرویی متولد شده است و کشور پرو را به عنوان تیم ملی خود انتخاب کرده است.

## اوایل زندگی
لاپادولا از پدری ایتالیایی و مادری پرویی در شهر تورین ایتالیا متولد شده‌است او دارای یک برادر به نام دیوید است که او هم یک مهاجم است و در لیگ‌های آماتور بازی می‌کند.
نام مستعار او لاپاگُل (Lapagol) و سِر ویلیام (اشاره به ویلیام والاس) (به خاطر خلق و خوی قوی‌ای که دارد) است.

## دوران باشگاهی

### میلان
در ۲۴ ژوئن سال ۲۰۱۶ پس از گذراندن تست‌های پزشکی خود برای ورود به باشگاه میلان و پرداخت مبلغ ۹ میلیون یورو به علاوه پاداش توسط میلان به پسکارا با قراردادی ۵ ساله و دستمزد سالیانه ۱ میلیون یورو به این تیم پیوست. در تاریخ ۲۷ اوت ۲۰۱۶، پس از این که در دقیقه ۸۶ بازی برابر ناپولی به میدان آمد، نخستین بازی‌اش را برای میلان انجام داد. در تاریخ ۶ نوامبر، پس از این که تنها ۳ دقیقه بود که به جای کارلوس باکا به میدان آمده بود توانست نخستین گلش را برای میلان در برد ۲–۱ برابر باشگاه پالرمو به ثمر برساند. ۲۶ نوامبر، در پیروزی ۴–۱ برابر باشگاه امپولی، لاپادولا توانست با به ثمر رساندن دو گل، دبل کند. او فصل ۲۰۱۶/۱۷ را با ۸ گل در ۲۷ بازی به پایان رساند.

### جنوآ
در ۱۸ ژوئیه ۲۰۱۷ لاپادولا طی قراردادی قرضی با شرط خرید اجباری به باشگاه جنوآ پیوست. ا

## دوران ملی
با توجه به داشتن مادری پرویی، او می‌توانست برای تیم ملی پرو به میدان برود ولی درخواست این کشور برای بازی در کوپا آمریکای قرن را رد کرد. وی سرانجام در ۷ نوامبر ۲۰۱۶ برای نخستین بار به تیم ملی ایتالیا برای بازی در مرحله مقدماتی جام جهانی فوتبال ۲۰۱۸ برابر لیختن‌اشتاین و دوستانه برابر آلمان دعوت شد تا جای خالی مانولو گابیادینی دیگر مهاجم مصدوم تیم ملی را پر کند.
در تاریخ ۳۱ مه ۲۰۱۷، لاپادولا توانست در بازی دوستانه غیررسمی برابر سان مارینو هت تریک کند.

## آمار

### باشگاهی
تا تاریخ ۲۱ مه ۲۰۱۷
| باشگاه              | فصل     | لیگ         | لیگ        | لیگ    | جام حذفی   | جام حذفی | اروپا      | اروپا  | دیگر جام‌ها | دیگر جام‌ها | مجموع      | مجموع  |
| باشگاه              | فصل     | دسته        | تعداد بازی | گل زده | تعداد بازی | گل زده   | تعداد بازی | گل زده | تعداد بازی | گل زده     | تعداد بازی | گل زده |
| ------------------- | ------- | ----------- | ---------- | ------ | ---------- | -------- | ---------- | ------ | ---------- | ---------- | ---------- | ------ |
| اتلتیکو روما (قرضی) | ۱۱–۲۰۱۰ | لیگا پرو    | ۰          | ۰      | ۱          | ۰        | –          | –      | ۰          | ۰          | ۱          | ۰      |
| راوه‌نا (قرضی)       | ۱۱–۲۰۱۰ | لیگا پرو    | ۷          | ۱      | ۰          | ۰        | –          | –      | ۰          | ۰          | ۷          | ۱      |
| سن مارینو (قرضی)    | ۱۲–۲۰۱۱ | لیگا پرو    | ۳۵         | ۲۴     | ۰          | ۰        | –          | –      | ۰          | ۰          | ۳۵         | ۲۴     |
| چزنا                | ۱۳–۲۰۱۲ | سری بی      | ۹          | ۰      | ۲          | ۱        | –          | –      | ۰          | ۰          | ۱۱         | ۱      |
| فروزینونه (قرضی)    | ۱۳–۲۰۱۲ | لیگا پرو    | ۶          | ۰      | ۰          | ۰        | –          | –      | ۰          | ۰          | ۶          | ۰      |
| گوریتسا (قرضی)      | ۱۴–۲۰۱۳ | لیگ اسلوونی | ۲۸         | ۱۱     | ۴          | ۳        | –          | –      | ۰          | ۰          | ۳۲         | ۱۴     |
| ترامو (قرضی)        | ۱۵–۲۰۱۴ | لیگا پرو    | ۳۸         | ۲۱     | ۱          | ۲        | –          | –      | ۲          | ۱          | ۴۱         | ۲۴     |
| پسکارا              | ۱۶–۲۰۱۵ | سری بی      | ۴۰         | ۲۷     | ۲          | ۰        | –          | –      | ۴          | ۳          | ۴۶         | ۳۰     |
| میلان               | ۱۷–۲۰۱۶ | سری آ       | ۲۷         | ۸      | ۱          | ۰        | –          | –      | ۱          | ۰          | ۲۹         | ۸      |
| جنوآ (قرضی)         | ۱۸–۲۰۱۷ | سری آ       | ۲۸         | ۶      | ۱          | ۰        | –          | –      | –          | –          | ۲۹         | ۶      |
| مجموع               | مجموع   | مجموع       | ۲۱۸        | ۹۸     | ۱۲         | ۶        | ۰          | ۰      | ۷          | ۴          | ۲۳۷        | ۱۰۸    |

1. ↑  حضور در پلی‌آف سری بی ۲۰۱۶–۲۰۱۵
2. ↑  بازی در سوپرجام فوتبال ایتالیا

## افتخارات

### باشگاهی

#### گوریتسا
- جام حذفی اسلوونی: ۱۴–۲۰۱۳

#### میلان
سوپرجام فوتبال ایتالیا: ۲۰۱۶

### فردی
- آقای گل لیگا پرو: ۱۵–۲۰۱۴ (گروه A با ۲۴ گل)
- آقای گل سری بی: ۱۶–۲۰۱۵ (۲۷ گل)[۲۲]
- حضور در تیم منتخب سری بی: ۱۶–۲۰۱۵[۲۳]